# Elecciones al Parlamento de La Rioja de 2015
Las elecciones al Parlamento de La Rioja de 2015, darán lugar al inicio de la IX Legislatura y serán celebradas el 24 de mayo de 2015, en el marco de las elecciones autonómicas de España de 2015. En ellas se elegirán los 33 diputados que actualmente forman el Parlamento de La Rioja.

## Candidaturas

### Candidaturas que ya tenían representación en el Parlamento
| Candidatos                               |                                  | |
| Partido                                  | Candidato                        | Observaciones |
| Partido Popular (PP)                     | José Ignacio Ceniceros González  | El 16 de junio Pedro Sanz renuncia a su candidatura, postulando ahora como candidato a José Ignacio Ceniceros González |
| Partido Socialista Obrero Español (PSOE) | Concepción Andreu Rodríguez      | |
| Partido Riojano (PR)                     | Miguel María González de Legarra | |

### Candidaturas que no tenían representación en el Parlamento
| Candidatos                                            |                            |                                     |
| Partido                                               | Candidato                  | Observaciones                       |
| Cambiar La Rioja                                      | Diego Mendiola             | Coalición de Izquierda Unida y Equo |
| Partido Antitaurino Contra el Maltrato Animal (PACMA) | por determinar             |                                     |
| Partido Comunista de los Pueblos de España (PCPE)     | Ástor García               |                                     |
| Por un Mundo Más Justo (PUM+J)                        | Jorge Pablo Moreno Alcalde |                                     |
| Unión Progreso y Democracia (UPyD)                    | Emilio Sáez de Guinoa      |                                     |
| Podemos                                               | Germán Cantabrana          |                                     |
| Ciudadanos (Cs)                                       | Diego Ubis                 |                                     |

## Jornada electoral

### Sondeos publicados el día de las elecciones
El día de las elecciones, tras el cierre de las urnas, a las 20:00 horas, 'GAD3' publicó en 'Antena 3' los resultados en escaños de las encuestas que había venido realizando durante las dos últimas semanas. 
| Instituto | Medio de publicación | Fecha      | Hora  |       |      |     |     |     |
| --------- | -------------------- | ---------- | ----- | ----- | ---- | --- | --- | --- |
| GAD3      | Antena3              | 24/05/2015 | 20:00 | 16-17 | 9-10 | 3-4 | 3-4 | 0-1 |

## Resultados electorales
| ← Elecciones al Parlamento de La Rioja de 2015 → |                                                      |                                  |        |        |         |     |
| Presidente y gobierno | Partido                                              | Candidato                        | Votos  | %      | Escaños | +/- |
| - Presidente: José Ignacio Ceniceros - Gobierno: PP - Censo: 247.663 - Votantes: 166.649 (67,28%) - Abstención: 81.014 (32,72%) - Válidos: 163.367 (98,03%) - A candidatura: 160.434 (98,20%) | Partido Popular de La Rioja (PP)                     | Pedro Sanz                       | 63.094 | 38,62% | 15      | -5  |
| - Presidente: José Ignacio Ceniceros - Gobierno: PP - Censo: 247.663 - Votantes: 166.649 (67,28%) - Abstención: 81.014 (32,72%) - Válidos: 163.367 (98,03%) - A candidatura: 160.434 (98,20%) | Partido Socialista Obrero Español de La Rioja (PSOE) | Concepción Andreu Rodríguez      | 43.689 | 26,74% | 10      | -1  |
| - Presidente: José Ignacio Ceniceros - Gobierno: PP - Censo: 247.663 - Votantes: 166.649 (67,28%) - Abstención: 81.014 (32,72%) - Válidos: 163.367 (98,03%) - A candidatura: 160.434 (98,20%) | Podemos                                              | Germán Cantabrana                | 18.319 | 11,21% | 4       | +4  |
| - Presidente: José Ignacio Ceniceros - Gobierno: PP - Censo: 247.663 - Votantes: 166.649 (67,28%) - Abstención: 81.014 (32,72%) - Válidos: 163.367 (98,03%) - A candidatura: 160.434 (98,20%) | Ciudadanos-Partido de la Ciudadanía (C's)            | Diego Ubis                       | 17.042 | 10,43% | 4       | +4  |
| - Presidente: José Ignacio Ceniceros - Gobierno: PP - Censo: 247.663 - Votantes: 166.649 (67,28%) - Abstención: 81.014 (32,72%) - Válidos: 163.367 (98,03%) - A candidatura: 160.434 (98,20%) | Partido Riojano (PR)                                 | Miguel María González de Legarra | 7.277  | 4,45%  | 0       | -2  |
| - Presidente: José Ignacio Ceniceros - Gobierno: PP - Censo: 247.663 - Votantes: 166.649 (67,28%) - Abstención: 81.014 (32,72%) - Válidos: 163.367 (98,03%) - A candidatura: 160.434 (98,20%) | Cambiar La Rioja-Izquierda Unida de La Rioja-Equo    | Diego Mendiola                   | 6.797  | 4,19%  | 0       |     |
| - Presidente: José Ignacio Ceniceros - Gobierno: PP - Censo: 247.663 - Votantes: 166.649 (67,28%) - Abstención: 81.014 (32,72%) - Válidos: 163.367 (98,03%) - A candidatura: 160.434 (98,20%) | Unión Progreso y Democracia (UPyD)                   | Emilio Sáez de Guinoa            | 2.005  | 1,22%  | 0       |     |
| - Presidente: José Ignacio Ceniceros - Gobierno: PP - Censo: 247.663 - Votantes: 166.649 (67,28%) - Abstención: 81.014 (32,72%) - Válidos: 163.367 (98,03%) - A candidatura: 160.434 (98,20%) | Partido Animalista Contra el Maltrato Animal (PACMA) | Estefany Carolina Silva          | 1.205  | 0,73%  | 0       |     |
| - Presidente: José Ignacio Ceniceros - Gobierno: PP - Censo: 247.663 - Votantes: 166.649 (67,28%) - Abstención: 81.014 (32,72%) - Válidos: 163.367 (98,03%) - A candidatura: 160.434 (98,20%) | Escaños en Blanco (EB)                               |                                  | 525    | 0,32%  | 0       |     |
| - Presidente: José Ignacio Ceniceros - Gobierno: PP - Censo: 247.663 - Votantes: 166.649 (67,28%) - Abstención: 81.014 (32,72%) - Válidos: 163.367 (98,03%) - A candidatura: 160.434 (98,20%) | Partido Comunista de los Pueblos de España (PCPE)    | Ástor García                     | 481    | 0,29%  | 0       |     |
| - Presidente: José Ignacio Ceniceros - Gobierno: PP - Censo: 247.663 - Votantes: 166.649 (67,28%) - Abstención: 81.014 (32,72%) - Válidos: 163.367 (98,03%) - A candidatura: 160.434 (98,20%) | En blanco                                            | N/A                              | 2.933  | 1,79%  | N/A     | N/A |
| - Presidente: José Ignacio Ceniceros - Gobierno: PP - Censo: 247.663 - Votantes: 166.649 (67,28%) - Abstención: 81.014 (32,72%) - Válidos: 163.367 (98,03%) - A candidatura: 160.434 (98,20%) | Nulos                                                | N/A                              | 3.282  | 1,96%  | N/A     | N/A |

## Elección e investidura del Presidente
Las votaciones para la investidura del Presidente de La Rioja en el Parlamento tuvieron el siguiente resultado:
| Candidato                   | Fecha                                                  | Voto       |    |    |   |   | Total |
| --------------------------- | ------------------------------------------------------ | ---------- | -- | -- | - | - | ----- |
| José Ignacio Ceniceros (PP) | 1 de julio de 2015 Mayoría requerida: Absoluta (17/33) | Sí         | 15 |    |   |   | 15/33 |
| José Ignacio Ceniceros (PP) | 1 de julio de 2015 Mayoría requerida: Absoluta (17/33) | No         |    | 10 | 4 |   | 14/33 |
| José Ignacio Ceniceros (PP) | 1 de julio de 2015 Mayoría requerida: Absoluta (17/33) | Abstención |    |    |   | 4 | 4/33  |
| José Ignacio Ceniceros (PP) | 3 de julio de 2015 Mayoría requerida: Simple           | Sí         | 15 |    |   |   | 15/33 |
| José Ignacio Ceniceros (PP) | 3 de julio de 2015 Mayoría requerida: Simple           | No         |    | 10 | 4 |   | 14/33 |
| José Ignacio Ceniceros (PP) | 3 de julio de 2015 Mayoría requerida: Simple           | Abstención |    |    |   | 4 | 4/33  |